# Gare de Wadenoijen
La Gare de Wadenoijen (en néerlandais Station Wadenoijen) est une ancienne halte néerlandaise située à Wadenoijen, dans la province de Gueldre.
La halte était située sur la Ligne de la Betuwe, appelée également la ligne Merwede-Linge (rivière), dans les provinces de la Hollande-Méridionale et le Gueldre, sur le trajet reliant Dordrecht à Elst via Geldermalsen.
La halte a servi aux voyageurs de 1882 jusqu'en 1950.